# Sext Lucili
Sext Lucili (en llatí Sextus Lucilius) va ser un magistrat romà del segle i aC. Formava part de la gens Lucília, una gens romana d'origen plebeu.
Va ser tribú de la plebs l'any 86 aC. Partidari de Sul·la, a l'any següent, quan va acabar el seu mandat, va ser jutjat pel seu successor Publi Popil·li Laenes, partidari de Gai Mari, i condemnat a ser llançat des de la roca Tarpeia, sentència que es va complir.